# NamX HUV
Le NamX HUV (pour Hydrogen Utility Vehicule) est un SUV coupé à hydrogène du constructeur automobile franco-marocain  NamX présenté en 2022.

## Constructeur
NamX est une marque automobile premium fondée par l'entrepreneur franco-marocain Faouzi Annajah et le designer français Thomas de Lussac. Elle est basée à Paris, en France et se définit comme une entreprise afro-européenne,.
La jeune entreprise bénéficie du soutien de l'incubateur industriel Route26.

## Historique
Le NAMX HUV est présenté le 11 mai 2022 en Italie. Il est le fruit de quatre années de développement et de la collaboration entre le carrossier italien Pininfarina et le nouveau constructeur automobile français NamX (pour New Automotive and Mobility Exploration),. Il est présenté au public au Mondial de l'automobile de Paris 2022. Il à aussi été présenté au royaume uni à Goodwood à l'été 2023.

## Caractéristiques

### Stockage
Le HUV présente la particularité de proposer des réservoirs à hydrogène interchangeables. Ces six réservoirs s'ajoutent au réservoir principal et permettent de bénéficier d'une autonomie de 800 kilomètres (selon le constructeur).
Chacun de ses réservoirs interchangeable contient 500 g d'H2  et pèse actuellement 10 kg
Ce système permet d'échanger facilement les six réservoirs amovibles dans une station sans faire le « plein » du réservoir principal, les stations-service pour l'hydrogène étant peu répandues.

### Motorisation d'origine: pile à combustible
La première version du SUV a été présenté doté d'une pile à combustible qui produit de l'électricité à partir de l'hydrogène alimentant le ou les moteurs électriques. En version propulsion, il dispose d'un moteur de 300 ch quand la version à transmission intégrale dispose de deux moteurs pour une puissance cumulée de 550 ch.

### Nouveau choix de motorisation: combustion interne[12]
La version du SUV présenté en décembre 2023 abandonne la pile à combustible pour un moteur à combustion interne fabriqué par Solution F.
Ce moteur à combustion, qui émet moins de 1 g de CO2 aux 100 km (résidus de combustion de l'huile moteur), est présenté de la façon suivante. 1 kg d'H2 équivaudrait à 3 kg d'essence (4 litres d'essence) et n'est pas homologué pour la route. ("À noter que cette solution n’est à ce jour pas homologuée pour la route mais pourrait l’être à terme, si la règlementation venait à évoluer.") . Le moteur n'est pas hybridé, contrairement au système FCEV, il n'y a pas de récupération d'énergie au freinage.

### Impact du nouveau choix de motorisation sur l'autonomie[16]
Le fondateur de Namx a décrit les impacts de ce choix : "On travaille sur des puissances équivalentes, voire plus élevées.  Il y aura une différence sur l'autonomie, parce que ce n'est pas la même gestion." L'autonomie initiale en FCEV de 800 km va donc être revue à la baisse. 
D'après les chiffres du motoriste Solutions F qui a fourni le moteur, 1 kg d'H2 = 4 litres d'essence, donc les 8 kg d'H2 sur le véhicule correspondent à un réservoir de 32 litres d'essence.
Un réservoir interchangeable d'hydrogène correspond à 2 litres d'essence.